# Álvaro Núñez Cobo
Álvaro Núñez Cobo (Bilbao, 7 luglio 2000) è un calciatore spagnolo, difensore dell'Elche.

## Caratteristiche tecniche
È un terzino destro.

## Carriera
Núñez è cresciuto nel settore giovanile dell'Athletic Bilbao e nel 2018 è stato assegnato al Baskonia, la terza squadra del club biancorosso. Nel gennaio del 2020 è stato promosso nel Bilbao Athletic dove ha giocato per due stagioni e mezza in terza divisione.
L'8 giugno 2022 è stato acquistato dal Barcellona che lo ha assegnato alla propria squadra B. Titolare inamovibile sulla fascia destra, a fine anno ha rifiutato il rinnovo e si è accasato a parametro zero all'Amorebieta, neopromosso in Segunda División. Ha fatto il suo esordio nella serie cadetta spagnola il 20 agosto contro l'Albacete ed ha segnato il suo primo gol stagionale il 3 settembre contro l'Espanyol.
Il 27 giugno 2024 è stato acquistato dall'Elche.

## Statistiche

### Presenze e reti nei club
Statistiche aggiornate al 9 novembre 2024.’’
| Stagione        | Squadra         | Campionato      | Campionato | Campionato | Coppe nazionali | Coppe nazionali | Coppe nazionali | Coppe continentali | Coppe continentali | Coppe continentali | Altre coppe | Altre coppe | Altre coppe | Totale | Totale |
| Stagione        | Squadra         | Comp            | Pres       | Reti       | Comp            | Pres            | Reti            | Comp               | Pres               | Reti               | Comp        | Pres        | Reti        | Pres   | Reti   |
| --------------- | --------------- | --------------- | ---------- | ---------- | --------------- | --------------- | --------------- | ------------------ | ------------------ | ------------------ | ----------- | ----------- | ----------- | ------ | ------ |
| 2018-2019       | Baskonia        | TD              | 38         | 2          | -               | -               | -               | -                  | -                  | -                  | -           | -           | -           | 38     | 2      |
| 2019-2020       | Baskonia        | TD              | 16         | 1          | -               | -               | -               | -                  | -                  | -                  | -           | -           | -           | 16     | 1      |
| 2019-2020       | Bilbao Athletic | SDB             | 3          | 0          | -               | -               | -               | -                  | -                  | -                  | -           | -           | -           | 3      | 0      |
| 2020-2021       | Bilbao Athletic | SDB             | 25         | 0          | -               | -               | -               | -                  | -                  | -                  | -           | -           | -           | 25     | 0      |
| 2021-2022       | Bilbao Athletic | PDR             | 35         | 1          | -               | -               | -               | -                  | -                  | -                  | -           | -           | -           | 35     | 1      |
| 2022-2023       | Barcellona B    | PF              | 39         | 1          | -               | -               | -               | -                  | -                  | -                  | CC          | 1           | 0           | 40     | 1      |
| 2023-2024       | Amorebieta      | SD              | 39         | 2          | CR              | 1               | 0               | -                  | -                  | -                  | -           | -           | -           | 40     | 2      |
| 2024-2025       | Elche           | SD              | 11         | 0          | CR              | 1               | 0               | -                  | -                  | -                  | -           | -           | -           | 12     | 0      |
| Totale carriera | Totale carriera | Totale carriera | 206        | 7          |                 | 2               | 0               |                    | -                  | -                  |             | 1           | 0           | 209    | 7      |